# سازند خاچیک
سازند خاچیک (انگلیسی: Khachik Formation) یک سازند زمین‌شناسی در ارمنستان است. سنگواره‌های باقی‌مانده قدمت آن را به دوره پرمین می‌رساند.